# Slag om Warschau (1920)
De Slag om Warschau (ook wel het wonder aan de Wisła genoemd) was een belangrijke slag na de Eerste Wereldoorlog, waarbij de Polen als bij wonder een overwinning behaalden. De slag was onderdeel van de Pools-Russische Oorlog en de slag werd gestreden tussen 12 augustus en 25 augustus 1920.
De overwinning van Polen zorgde ervoor dat het land onafhankelijk bleef. De Sovjet-Unie wilde na de verovering van Polen een communistische revolutiegolf opstarten in Midden- en West-Europa, maar doordat de slag werd verloren kon dit niet meer. De Komintern volgde dagelijks de gebeurtenissen in Polen, maar door de slag te verliezen zagen Lenin en Trotski (en later Stalin) zich gedwongen af te zien van gewapende steun aan communistische partijen in West-Europa.
De onverwachte overwinning door Polen werd mogelijk doordat Poolse codebrekers de gecodeerde Russische radioboodschappen ontcijferden waardoor de legers onder commando van Toechatsjevski via een snelle Poolse tegenaanval werden omsingeld. Toechatsjevski's flank had beschermd moeten worden door Boedjonny's eerste cavalerieleger, maar deze was verwikkeld in een vruchteloos gevecht om Lviv, op bevel van de politieke hoofdcommissaris van het zuidwestelijk front, Jozef Stalin, die Trotski de loef wilde afsteken met een persoonlijke triomf. De Poolse tegenaanval was een succes, hetgeen het moreel van de Poolse strijdkrachten dermate sterkte dat het een doorslaggevend keerpunt werd voor het winnen van deze oorlog.

## Galerij

### Sovjet-Unie

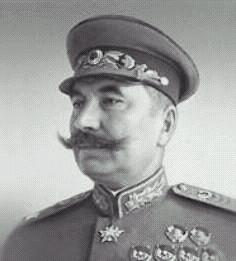
Semjon Boedjonny
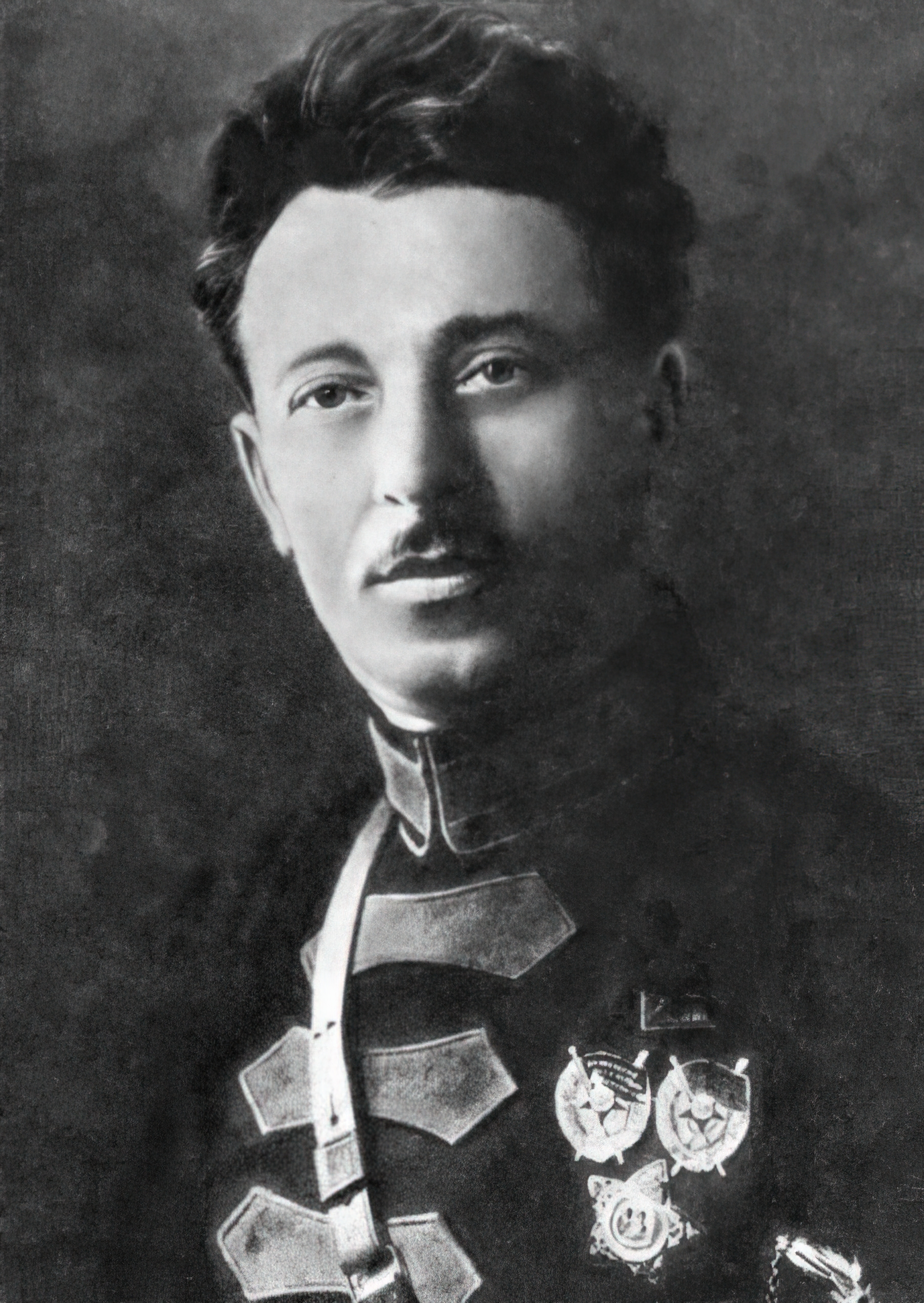
Gaj Dimitriewicz Gaj
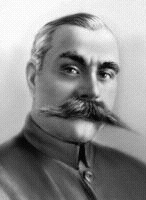
Sergiej Kamieniew
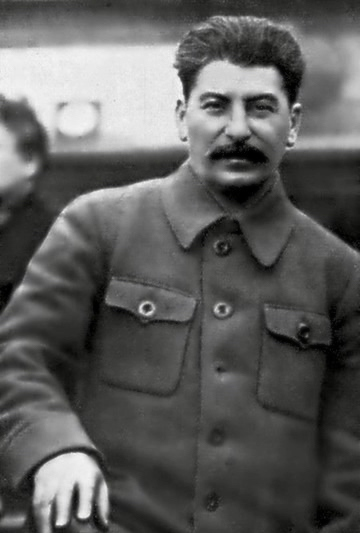
Jozef Stalin
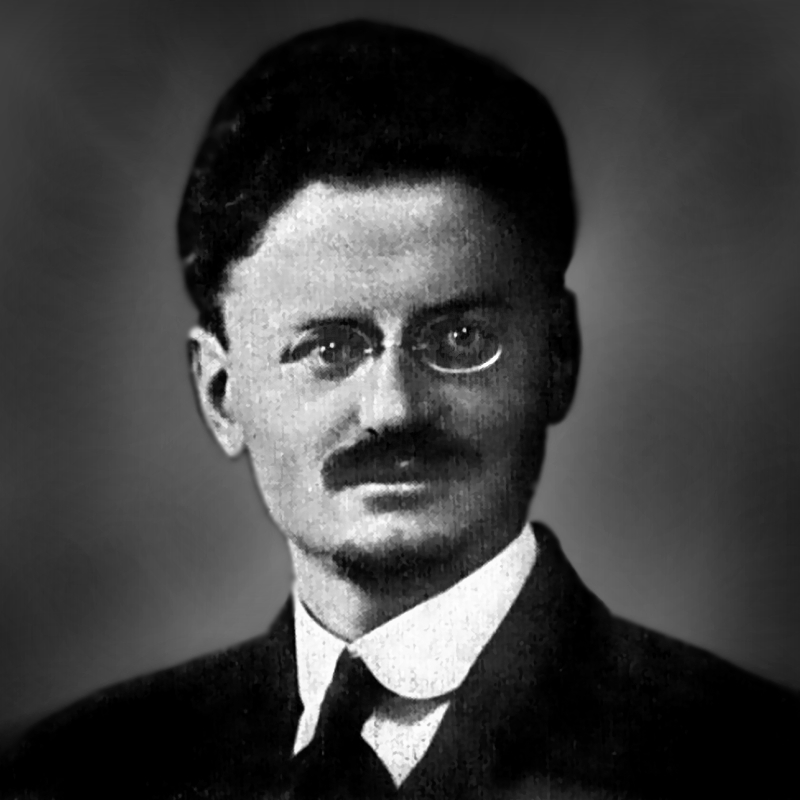
Leon Trotski
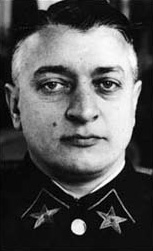
Michail Toechatsjevski

### Polen

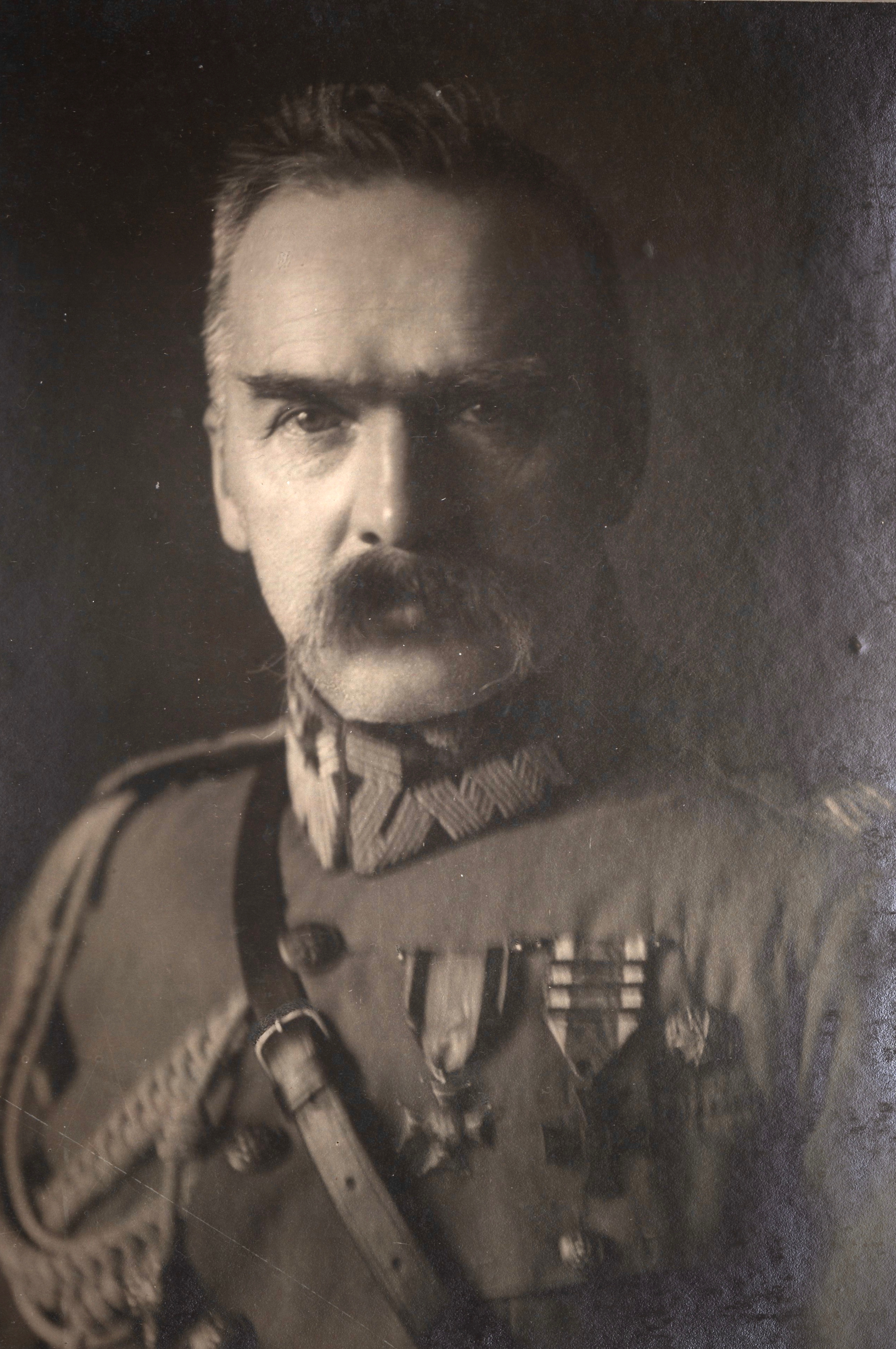
Józef Piłsudski
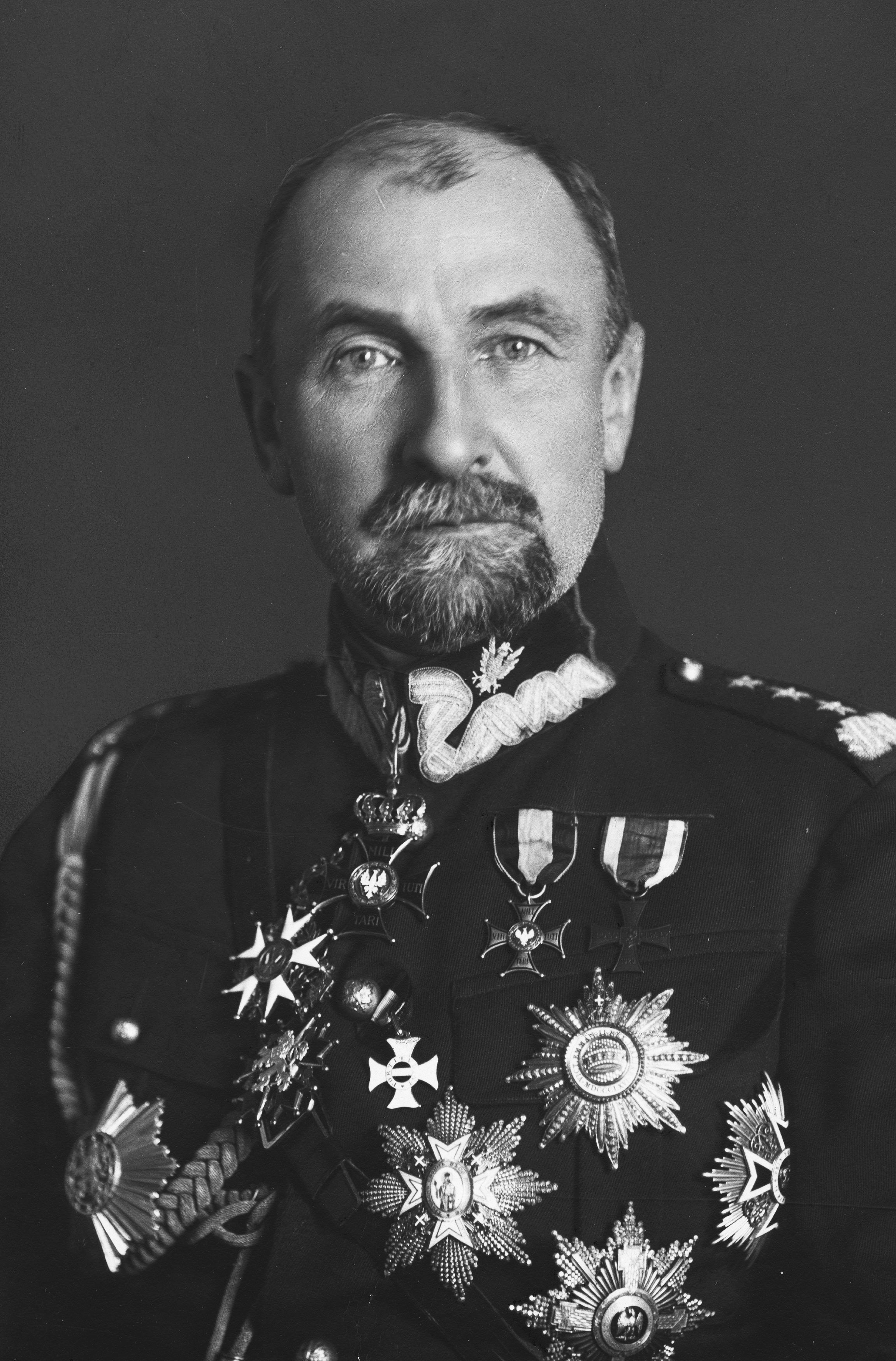
Tadeusz Rozwadowski
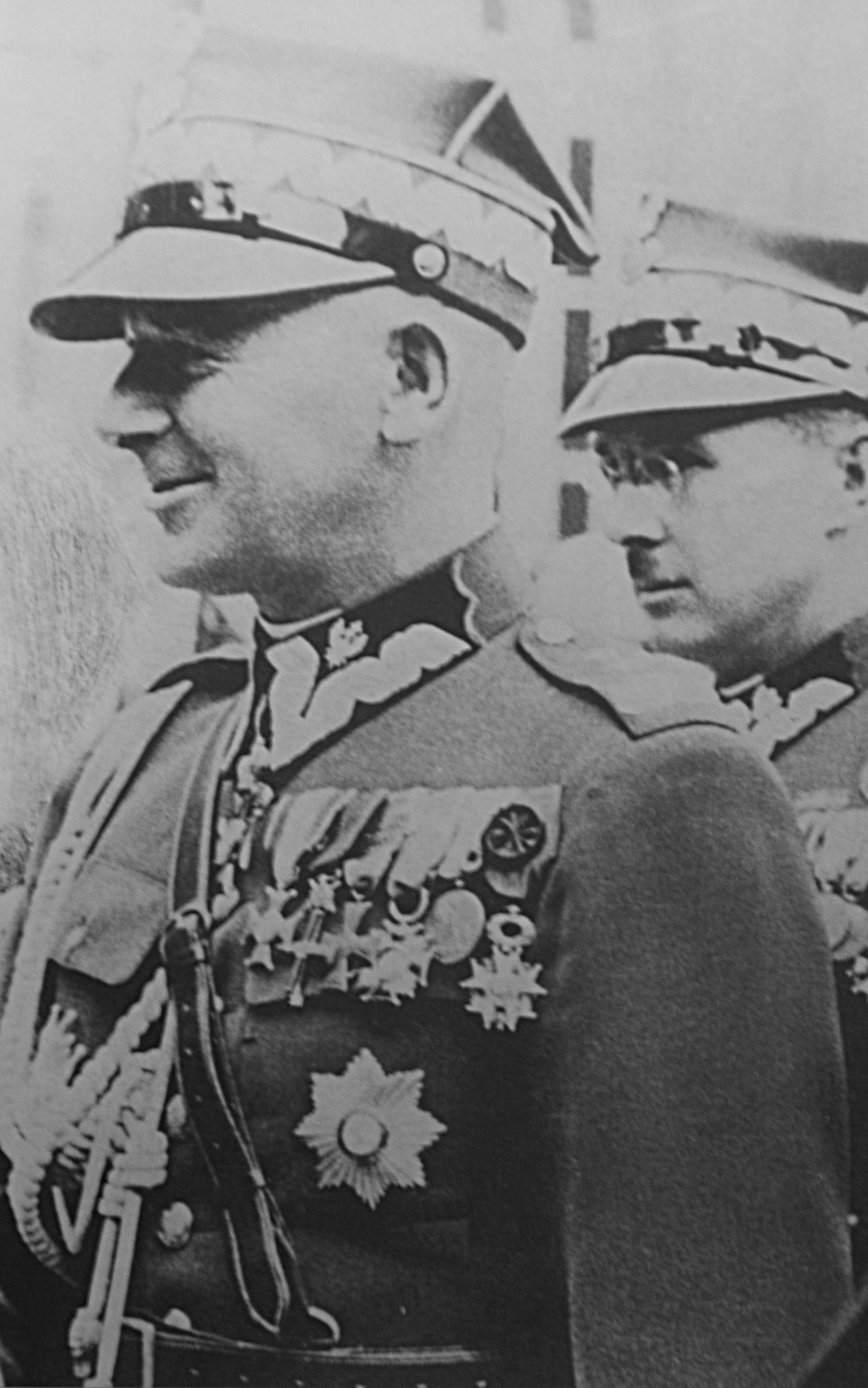
Edward Rydz-Śmigły
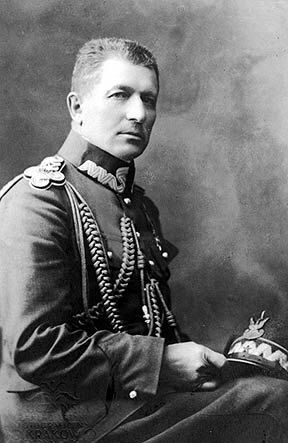
Franciszek Latinik
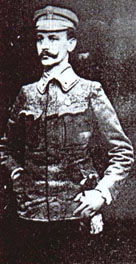
Władysław Sikorski
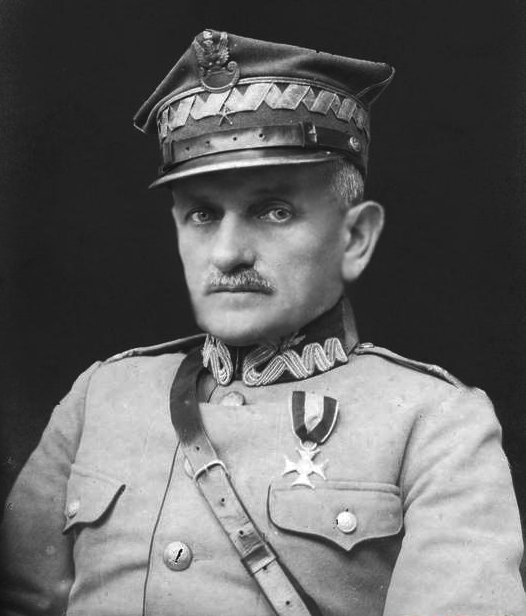
Leonard Skierski